# Boleszyn-Kolonie
Boleszyn-Kolonie – wieś w Polsce, położona w województwie świętokrzyskim, w powiecie ostrowieckim, w gminie Waśniów.
W latach 1975–1998 Boleszyn-Kolonie administracyjnie należały do województwa kieleckiego.
Przed 2023 r. miejscowość była częścią wsi Boleszyn.